# Душан Живановић
Душан Живановић (Сента, 13. мај 1853 — Београд, 12. јануар 1937) био је српски архитекта.

## Биографија
Архитектуру је студирао у Бечу на Академији уметности, код професота T. Хансена, код којег је радио, на пројектина неовизантијске архитектуре.
Од 1885. до 1925. године радио је као архитекта Министарства грађевине у Београду. Главна његова делатност била је градња цркава (Јагодина, Трстеник, Бадњево, Црква Светог Ђорђа - „Нова Црква“ Крушевац, Бањалука и др) које је пројектовао. Тежио је да да неовизантијску архитектуру професора Хансена усклади са концепцијом српске средњовековне архитектуре. Пројектовао је и многе профане грађевине у духу еклектичне ренесансе: зграду бившег Државног савета и Главне контроле у Београду (у Улици Кнеза Милоша) и школске зграде у Алексинцу, Ваљеву, Београду (Трећа београдска гимназија са архитектом Драгутином Ђорђевићем).